# Baseonema gregorii
Baseonema gregorii là một loài thực vật có hoa trong họ La bố ma. Loài này được Friedrich Richard Rudolf Schlechter và Alfred Barton Rendle mô tả khoa học đầu tiên năm 1896.

## Mô tả
Là dây leo với nhựa mủ trắng. Thân cây dạng gỗ, vỏ màu nâu, thân non có lông tơ, thân già lông tơ thưa thớt. Lá từ có lông tơ đến có lông nhung; cuống lá dài 0,5-1,0 cm; phiến lá hình trứng rộng đến hình elip rộng đến gần tròn, 2-4 × 2–4 cm, từ nhọn đến nhọn hoắt, uốn ngược lại, mép gợn sóng, đáy tù, mặt trên màu xanh lục sẫm, mặt dưới màu lục nhạt. Cụm hoa ít hoa, có lông tơ thưa thớt, màu ánh tía, các mắt có lông mịn như len; cuống cụm hoa chính dài 2-4 (-7) cm, cuống cụm hoa thứ cấp dài 1–5 cm. Lá bắc hình kim, dài 1–2 mm, mặt ngoài có lông măng. Cuống hoa dài 1–4 cm. Lá đài hình trứng đến tam giác, 1-2 × 1 mm, mặt ngoài có lông nhung. Tràng hoa từ màu xanh lục chanh đến màu lục-vàng đốm nâu hạt dẻ, mặt ngoài có lông nhung, mặt trong nhẵn nhụi; ống tràng dài 1 mm, uốn ngược ở chân miện hoa; thùy thuôn dài, 4-5 × ± 2 mm, đỉnh tù, gân chính nổi rõ. Chân miện hoa hình trứng-tam giác, dài ± 1 mm, không có thùy miện hoa; các thùy mật giữa các nhị có lưỡi bẹ, từ nhọn đến chẻ đôi, dài ± 1 mm. Vòi nhụy dài ± 1 mm; đầu vòi hình nón-hình trứng, phần chuyển tiếp đế hoa hình trứng với cuống thẳng và đĩa dính hình gần cầu. Quả đại dài 5–10 cm, đường kính 7–11 mm, từ có lông măng đến nhẵn nhụi. Hạt 10-11 × 2 mm, ép chặt; mào lông đầu hạt dài 2–3 cm.

## Sinh thái học
Rừng cây bụi khô hoặc rừng thường xanh trên các mỏm đá; ở cao độ 600-1.500 m. Có tại Kenya và đông bắc Tanzania.